# レバノン

レバノン共和国
الجمهورية اللبنانية

国の標語：なし
国歌：كلنـا للوطـن للعـلى للعـلم（アラビア語）
我等全ては我が国のため、我が栄光と国旗のため

- 古代レバノンの歴史
- 中世レバノンの歴史
- 近代レバノンの歴史
- 現代レバノンの歴史
- レバノン危機
- レバノン内戦
- 杉の革命
- レバノン侵攻 (2006年)

レバノン共和国（レバノンきょうわこく、アラビア語: الجمهورية اللبنانية）、通称レバノンは、中東のレバントに位置する共和制国家。首都はベイルート。北と東ではシリアと、南ではイスラエルと国境を接し、西には地中海を挟んでキプロスがある。

## 概要
レバノンは地中海盆地とアラビア内陸部の交差点に位置することから、豊かな歴史を持ち、宗教的・民族的な多様性を持つ文化的アイデンティティを形成してきた。レバノンの面積は1万452平方キロメートルで、アジアの大陸側にある主権国家としては最も小さい。
レバノンの文明の最も初期の証拠は、記録された歴史によれば7000年以上前に遡る。レバノンはフェニキア人にとって、ほぼ3000年（紀元前3200年から539年）の間栄えた海洋文化の拠点だった。紀元前64年には、同地域はローマ帝国の支配下に入り、最終的にはキリスト教のその主要な中心地の一つとなった。第1回十字軍によってトリポリ伯国(1102～1289)などを中心にこの地域に十字軍国家が興され、レバノンでは、マロン派として知られている修道院の伝統が生まれた。アラブ人のイスラム教徒がこの地域を征服しても、マロン人はキリスト教・十字架とアイデンティティを維持した。しかし、新しい宗教グループであるドゥルーズ派が定着し、何世紀にもわたって宗教的な分裂が続いている。十字軍の間に、マロン人はローマ・カトリック教会との接触を再確立し、ローマとの交わりを主張した。これらの結びつきは、この地域の近代化にも影響を与えている。
その後レバノンは16世紀にオスマン帝国に征服され、その後400年間支配下に置かれた。第一次世界大戦後のオスマン帝国の崩壊後、現在のレバノンを構成する5つの州はフランスの委任統治下に置かれた（フランス委任統治領シリア）。フランスは、マロン人とドゥルーズ人が多かったレバノン山総督府の国境を拡大し、より多くのイスラム教徒を含むようにした。1943年に独立したレバノンでは、主要な宗派に特定の政治的権限が割り当てられた独自の宗派主義的な政府形態が確立された。ベチャラ・エル・クーリー大統領、リアド・エル・ソル首相、国防大臣のマジド・アルスラーン2世は、現代レバノンの創始者であり、独立に貢献した国民的英雄と見なされている。レバノンは当初、政治的にも経済的にも安定していたが、様々な政治的・宗派的派閥による血なまぐさいレバノン内戦（1975年 - 1990年）によって崩壊した。この戦争は部分的にシリア（1975年 - 2005年）とイスラエル（1985年 - 2000年）による軍事占領につながった。
レバノンは小さな国であるが、その大規模で影響力のあるディアスポラによって、アラブ世界のみならず世界的にもレバノンの文化は知られている。内戦前のレバノンは、観光、農業、商業、銀行業を含む多様な経済を享受していた。また、ベイルートは「中東のパリ」と呼ばれるほど多くの観光客を魅了した。終戦後は、経済復興と国家インフラの再構築に力を注いできたため、中東の金融センターとして栄えた時期もある。紛争の政治的・経済的影響からの回復途上にありながらも、人間開発指数と一人当たりのGDPはペルシャ湾岸の産油国を除くアラブ世界で最も高く、国際色豊かな比較的先進的な国であった。しかし、2019年に当時の内閣が退陣して以降、経済状況が悪化の一途をたどり、2020年3月には国の借金が返済できない債務不履行（デフォルト）に陥った。通貨安で輸入品中心に物価が高騰の上にコロナ禍で主力産業の観光業が冷え込み、国民の過半数が1日に最低限必要なものが買えない貧困線以下の暮らしを強いられている。
レバノンは1945年に国際連合（国連）の創設メンバーとなり、アラブ連盟（1945年）、非同盟運動（1961年）、イスラム協力機構（1969年）、フランコフォニー国際機関（1973年）に加盟している。

## 国名
アラビア語での正式名称は、「アル＝ジュンフーリーヤ・アッ＝ルブナーニーヤ」（アラビア語:الجمهورية اللبنانية, ラテン文字転写：al-Jumhūrīyah al-Lubnānīyah ないしは al-Jumhūrīya al-Lubnānīya)。
通称は لبنان（Lubnān、ルブナーン）。なお現地の方言で「リブナーン」（Libnān）と発音されることもある。
英語表記は、Lebanese Republic。通称、Lebanon。フランス語ではRépublique libanaise。
日本語の表記は、レバノン共和国。通称、レバノン。漢字表記は、黎巴嫩。
レバノンの語源であるレバンはフェニキア語で「白い」を意味し、山頂が冠雪したレバノン山に由来する。オスマン帝国時代に、この地方を呼ぶ時に使ったことが国名の由来である。

## 歴史

### 古代オリエント世界

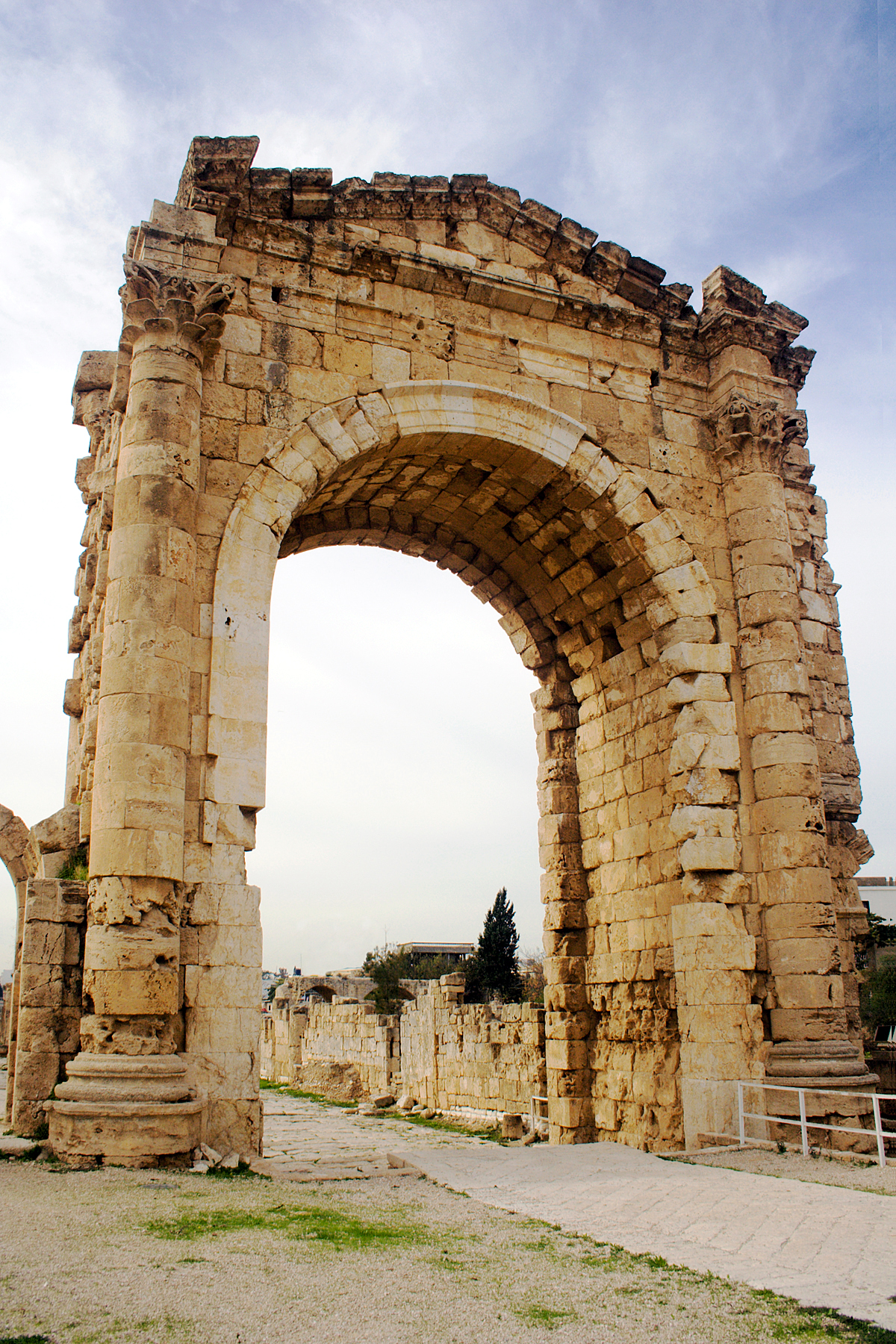
ティルスの凱旋門

現在のレバノンに相当する地域は、古代はフェニキア人の故地であった。この地からフェニキア人は地中海を渡り、現チュニジアのカルタゴ、バルセロナ、マルセイユ、リスボンなど各地に植民地を形成した。その後フェニキアの勢力は弱体化。紀元前10世紀にアッシリア帝国に飲み込まれ、紀元前875年から紀元前625年までの150年もの間アッシリアに占領された。その後、民族としてのフェニキア人は消滅したと言われているが、現代のレバノン人は、しばしば自分たちを「フェニキア人の末裔」と見なす事がある。日本の安宅産業破綻に関与したレバノン系アメリカ人実業家、ジョン・Ｍ・シャヒーンが、『月刊プレイボーイ』のインタビューの中で自らを「フェニキア人の末裔だ」と誇りを込めて述べたのは、その一例と言える。
アッシリア帝国に代わって新バビロニアが代わってフェニキアを支配し、紀元前525年にはアレクサンドロス大王のマケドニア王国や、その後継のセレウコス朝シリアの一部となった。古代末期にはローマ帝国に征服され、7世紀には東ローマ帝国を破ったアラブ人に征服されてイスラム世界に組み込まれた。アラブ人の征服により、住民のアラブ化が進んだ。

### レバノンのアラブ化
レバノンは歴史的シリア地方の一部であったが、山岳地帯は西アジア地域の宗教的少数者の避難場所となり、キリスト教マロン派（マロン典礼カトリック教会）、イスラム教のドゥルーズ派の信徒らがレバノン山地に移住して、オスマン帝国からも自治を認められて独自の共同体を維持してきた。19世紀ごろからマロン派に影響力を持つローマ・カトリック教会を通じてヨーロッパ諸国の影響力が浸透し、レバノンは地域的なまとまりを形成し始める一方、宗派の枠を越えたアラブ民族主義の中心地ともなった。ただしレバノンのキリスト教徒はアラブ人ではなかった。

### OETA北
現代レバノン史は、第一次世界大戦でオスマン帝国などが敗れ、戦勝国となったフランスによる1918年の占領とともに始まった（OETA北）。1919年のパリ講和会議で、同じく戦勝国となったアメリカ合衆国やイギリスの関係者とマロン派大司教のグループや、在外レバノン人団体「シリア中央委員会」との間で主張が異なったが、サイクス・ピコ協定に基づきフランスの委任統治下に入れることが話し合われた。

### シリア王国の独立
1920年3月8日、シリア・アラブ王国がハーシム家のファイサル1世を国王として独立。しかし、フランス・シリア戦争でフランス軍と衝突すると、1920年7月24日に4ヶ月あまりで瓦解した。

### フランス委任統治領時代
キリスト教徒が多くフランスにとって統治しやすかったレバノン山地は、シリアから切り離されて大レバノンとすることになった。この結果、レバノンはこの地域に歴史的に根付いたマロン派、正教会、ローマ・カトリック、プロテスタントを合計したキリスト教徒の割合が40%を超え、イスラム教のシーア派やスンナ派などの他宗派に優越するようになった。こうした経緯から、現在でもフランスとの緊密な関係を維持している。9月1日、フランス占領下の独立国家大レバノン国（仏: État du Grand Liban）が正式に布告された。1922年までは知事を補佐する諮問委員会が設けられ、17名の委員はレバノンの各宗派から高等弁務官が任命した。
1923年9月29日に連合国の最高評議会は、シリアとレバノンの委任統治をフランスに要請することを決めた（フランス委任統治領大レバノン、フランス委任統治領シリア）。1925年7月に行われた選挙で代表評議会が構成され、代表評議会は第1期議会となった。1926年3月に大レバノン国家を共和国に変える憲法草案が提出され、同年レバノン共和国（仏: République libanaise）が誕生した。初代大統領としてレバノン民族主義者のシャルル・ダッバスが同年選ばれた。途中再選され、1932年まで務めた。

### 独立
第二次世界大戦初期、ナチス・ドイツのフランス侵攻でフランス本国はドイツなどの占領下またはドイツの傀儡国家ヴィシー・フランスの統治下に置かれた。亡命政府である自由フランスとイギリスなど連合国はシリア・レバノン戦役で地中海東岸を制圧。1941年9月27日にシリアが、同年11月26日にレバノンが独立を宣言した。連合国として自由フランスを支援していたイギリスは宣言後すぐに独立を承認し、ドイツ軍の侵攻に備えて1942年初頭に、軍人を両国駐在の公使として派遣して両国を支援した。レバノンはその後、1943年11月22日に正式に独立した。
大戦後のレバノンは自由経済を採用し、金融や観光などの分野で国際市場に進出して経済を急成長させ、首都ベイルートは中東経済の中心地となり、また地中海有数の国際的リゾート地として、数多くのホテルが立ち並ぶなど大いに賑わい、「中東のパリ」と呼ばれるようになった。
1970年代までの中東戦争により、レバノン南部を中心にパレスチナ解放機構（PLO）をはじめとしたアラブ・ゲリラの基地が多数建設された。1972年9月16日、イスラエル軍はミュンヘンオリンピック事件の報復の一環としてレバノン南部に地上侵攻。レバノン軍は反撃を行ったが、イスラエル軍の攻撃対象はアラブ・ゲリラ基地であり、攻撃を短期間で終了させると直ちにイスラエル領内へ引き揚げている。

### 内戦と戦争

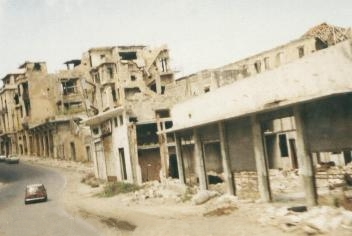
レバノン内戦によって破壊された首都ベイルート（1978年）

しかし、中東戦争、ヨルダン内戦に伴うPLOの流入によって、国内の微妙な宗派間のバランスが崩れ、1975年にムスリムとマロン派の間で発生した衝突が引き金となってレバノン内戦が勃発した。
隣国シリアが平和維持軍として進駐したが、1978年にはイスラエル国防軍が侵攻して混乱に拍車をかけ、元より寄り合い所帯である中央政府の力が弱かったこともあり、各宗教宗派の武装勢力が群雄割拠する状態となった。これに周辺各国やアメリカ合衆国、欧州諸国、ソビエト連邦など大国の思惑も入り乱れ、断続的に紛争が続いたため、国土は著しく荒廃し、経済的にも大きな打撃を受け、「中東のパリ」の栄華は失われた。また、シリアやイランのイスラム革命防衛隊の支援を受けたヒズボラなどのイスラム過激派が勢力を伸ばした。
1982年、レバノンの武装勢力から攻撃を受けたとして、イスラエル軍は南部から越境して再侵攻（レバノン戦争。ガリラヤの平和作戦とも）、西ベイルートを占領した。イスラエルはPLO追放後に撤収したが、南部国境地帯には親イスラエルの勢力を配し、半占領下に置いた。この混乱を収めるために米・英・仏を中心とする多国籍軍が進駐したが（レバノン駐留多国籍軍）、イスラム武装組織の激しい自爆攻撃によって多数の兵士を失い（駐レバノンアメリカ大使館爆破事件）、一部でシリア軍とアメリカ軍の戦闘にまで発展した（ベイルート・アメリカ海兵隊兵舎爆破事件）。結局、多国籍軍は数年で撤収し、レバノン介入の困難さを世界へ示すことになった。
1990年にシリア軍が再侵攻、紛争を鎮圧し、シリアの実質的支配下に置かれた。シリアの駐留はレバノンに一応の安定をもたらしたものの、ヒズボラに対する援助やテロの容認などで国際的な批判を受けた。シリアが2005年に撤退するまでの約15年間は「パクス・シリアーナ（シリアによる平和）」とも呼ばれ、撤退以降も政府高官を含めシリアの影響は強いとされる。
1996年にイスラエル国内で連続爆弾テロが発生し、ヒズボラの犯行と断定したイスラエル軍は、レバノン南部を空襲した（怒りのブドウ作戦）。この時、レバノンで難民救援活動を行っていた国連レバノン暫定駐留軍のフィジー軍部隊のキャンプが集中砲撃される事件が発生、イスラエルは非難された。イスラエル軍は2000年に南部から撤収するが、空白地帯に素早くヒズボラが展開し、イスラエルに対する攻撃を行っている。
1992年10月末、ヘラウィ大統領がラフィーク・ハリーリーへの組閣を要請した。その後反シリア派のハリーリーがレバノンの首相としてレバノン経済を立て直した。経済復興の努力が始まり、国家緊急再建計画として主要インフラ整備の総費用30億ドルをとりまとめた。この計画は「ホワイトゾン2000」と呼ばれ、1995年から2007年までの長期計画に引き継がれた。他方、イスラエルは南レバノンを占領を続け、ヒズボラへの報復攻撃として首都空爆を繰り返し、経済復興の兆しを破壊した。一方、国内での不安も高まり、福祉関連に対する社会的不安や一部の政治家や実業家が不当な利益を得ているのでないかとの疑惑も広がった。国の借金もハリーリーが首相を退陣した2000年秋（9月9日）にはGDPの140%にも達していた。
2003年9月2日、国連安保理の公式会合において、米・仏・英・独の提案によるレバノンの領土保全、主権、政治的独立などに関する安保理決議1559号が採択された。
ハリーリーが2005年2月14日に爆弾テロにより暗殺されると政情は悪化、政府と国民との軋轢も拡大し、「杉の革命」と呼ばれる抗議運動が始まった。その要因となった（そしてハリーリー暗殺の実行犯であるとも目された）シリア軍のレバノン駐留に対し国際世論も同調し、シリア軍撤退に向けての動きも強まり、シリア軍は同年4月に撤退を余儀なくされた。結果、同年5月から6月に行われたレバノン総選挙ではシリアの威嚇も意に介さず、ハリーリーの盟友であり、その後継となったフアード・シニオラを旗頭とする反シリア派が勝利した。しかし、この新たな反シリア内閣も南部を中心に公然たる軍事力を行使する親シリア派を無視できず、結果としてヒズボラなどから6人の親シリア派閣僚を受け入れざるを得なかった。

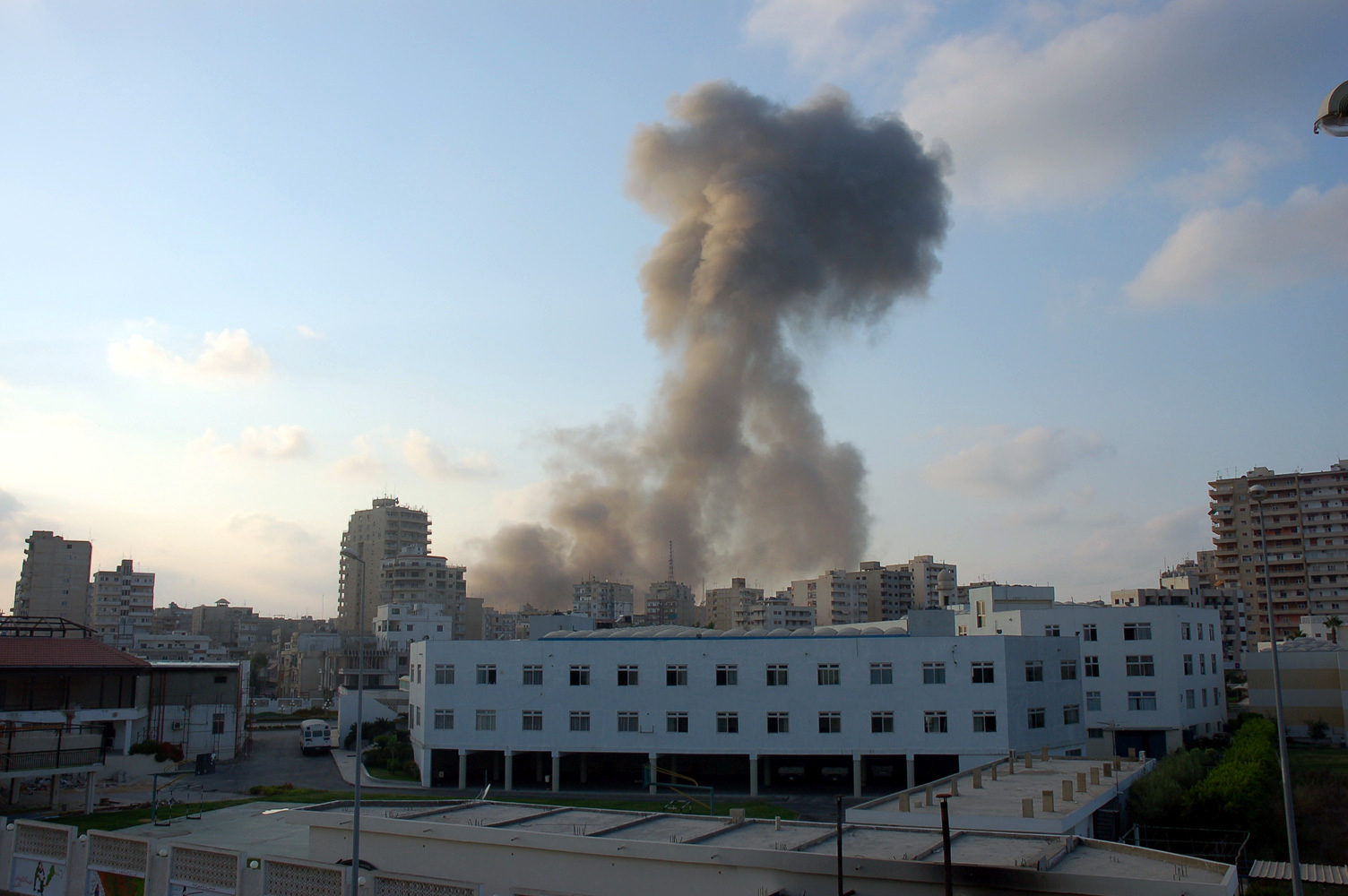
イスラエル空軍による爆撃（2006年）

2006年7月にヒズボラがイスラエル軍の兵士2名を拉致、イスラエル軍は報復として7月12日に南部の発電所などを空爆した（2006年のレバノン侵攻）。続いて空爆は全土に拡大されてラフィク・ハリリ国際空港などの公共施設が被災、ベイルートは海上封鎖された。7月22日には地上軍が侵攻し、南部の2村が占領された。しかしレバノン軍は基本的に中立を保った。7月27日、国連レバノン暫定軍の施設が空爆され、国連職員4人が死亡した。7月30日にはカナが空爆され、54人が死亡した。直後にイスラエル軍がレバノン南部での空爆を48時間停止することに同意。8月2日空爆再開。8月7日レバノン政府がイスラエル軍の攻撃による死者が1000人に達したと発表。8月13日にイスラエル・レバノン両政府が国連安保理の停戦決議受け入れを表明。8月14日停戦が発効し、10月1日にイスラエル軍は撤収した。

### 2000年代-2010年代のレバノン
この一連の戦闘に伴い、レバノン国内でのヒズボラの政治的及び軍事的影響力は以前にも増して高まり、同2006年11月21日、ファランヘ党創設者の一族で、反シリアグループの領袖の一人であるピエール・アミーン・ジュマイエル産業相が暗殺されるなど、シリア情報部またはヒズボラなどの代理機関によるものと見られる反シリア派へのテロが増大した。さらにハリーリー暗殺の真相を解明するため、反シリア派が国際法廷を設置して親シリア派を裁く動きを進めていた事が両者間の対立に拍車を掛け、暗殺直前の12日には親シリア派閣僚が辞表を提出し、レバノン国内の分断は避けられない情勢となった。
こうした中、2007年11月にラフード大統領が任期満了で退任を迎えたが、親・反シリア両派の対立により大統領選出が行われなかった。対立構造の悪化は散発的な親シリア派によるテロによって加速され、シニオラ政権がヒズボラの有する軍事通信網の解体を宣言した事が親シリア派の決起を招き、2008年5月7日から両派間による大規模な武力衝突が継続している。
2008年8月13日にミシェル・スライマーン大統領とシリアのバッシャール・アル＝アサド大統領が会談し、国交正常化に合意した。レバノン政府は2006年のイスラエル侵攻時の被害の修復を進めるとともに、地中海での天然ガス田探査計画を外国企業と進めるほか、観光移設の充実を図るなど経済再建を図った。
2019年、レバノン政府がWhatsAppなどのVoIP通話への課税方針の打ち出したことを端に発し、市民による大規模抗議デモが起きた。

### 2020年代のレバノン
レバノンは2019年11月から経済危機に陥った（「経済」で後述）。2020年3月7日、レバノン政府は2日後の3月9日に償還期限を迎える外貨建て国債（12億ドル相当）の支払い延期を発表。内戦時にさえ起らなかったデフォルト状態となった。原因は、GDPの170%近くに膨らんだ債務による財政危機、それを背景とした外貨準備高の急減など。これを受けてレバノン・ポンドは暴落。対ドル公式レートでは1ドルに対して1507レバノン・ポンドに設定されているものの、6-7月ごろには闇レートで1ドルが8000レバノン・ポンド超に急落し、食料品などの多くを輸入に頼るレバノン経済には大きな負担となった。同年6月30日には、レバノン軍が兵士に提供する食事から肉が抜かれることが発表された。
2020年8月4日にレバノンの首都ベイルートの湾岸地帯で大規模な爆発が2回発生、218人が死亡し、7,000人以上が負傷した（ベイルート港爆発事故）。衝撃は280キロメートル離れた地中海のキプロス島にも伝わった。杜撰に貯蔵されていた硝酸アンモニウムが原因だった。被害総額は数十億ドル規模に上るとみられている。同月6日には爆発を契機とする大規模な反政府のデモが発生。参加者らと治安部隊が衝突した。
デモ隊は外務省、環境省、経済省を占拠し、銀行協会のビルに放火した。ディアブ首相はデモ発生から数時間後、選挙の前倒しを表明した。
2020年8月6日にフランス大統領エマニュエル・マクロンが大規模爆発で壊滅的な被害を受けたレバノンの首都ベイルートを視察した。支援を約束するとともに、レバノンの政治や社会の改革を要請した。マクロンが大きな被害を受けた薬局を視察した際には、外に集まった市民が怒りを爆発させ、自国の政治家らを「テロリスト」と非難。「改革」や「国民は政権の終わりを望んでいる」といった声が響いた。
2020年8月10日にディアブ首相が内閣の総辞職を発表した。
2023年パレスチナ・イスラエル戦争が始まり、イスラエルとハマースがガザ地区で交戦状態になると、ハマースを支援するヒズボラもイスラエルとの対決姿勢を強めた。2024年に入ってからは、国境付近で武力による攻撃の応酬が見られ、9月には首都であるベイルートの市街地にまでイスラエル軍の空爆が及んだ。さらに10月に入るとネタニヤフ首相は、ヒズボラへの攻撃をレバノン全土で続けることを言明。イスラエル軍の攻撃はキリスト教徒の集落にも及んだ。

## 政治

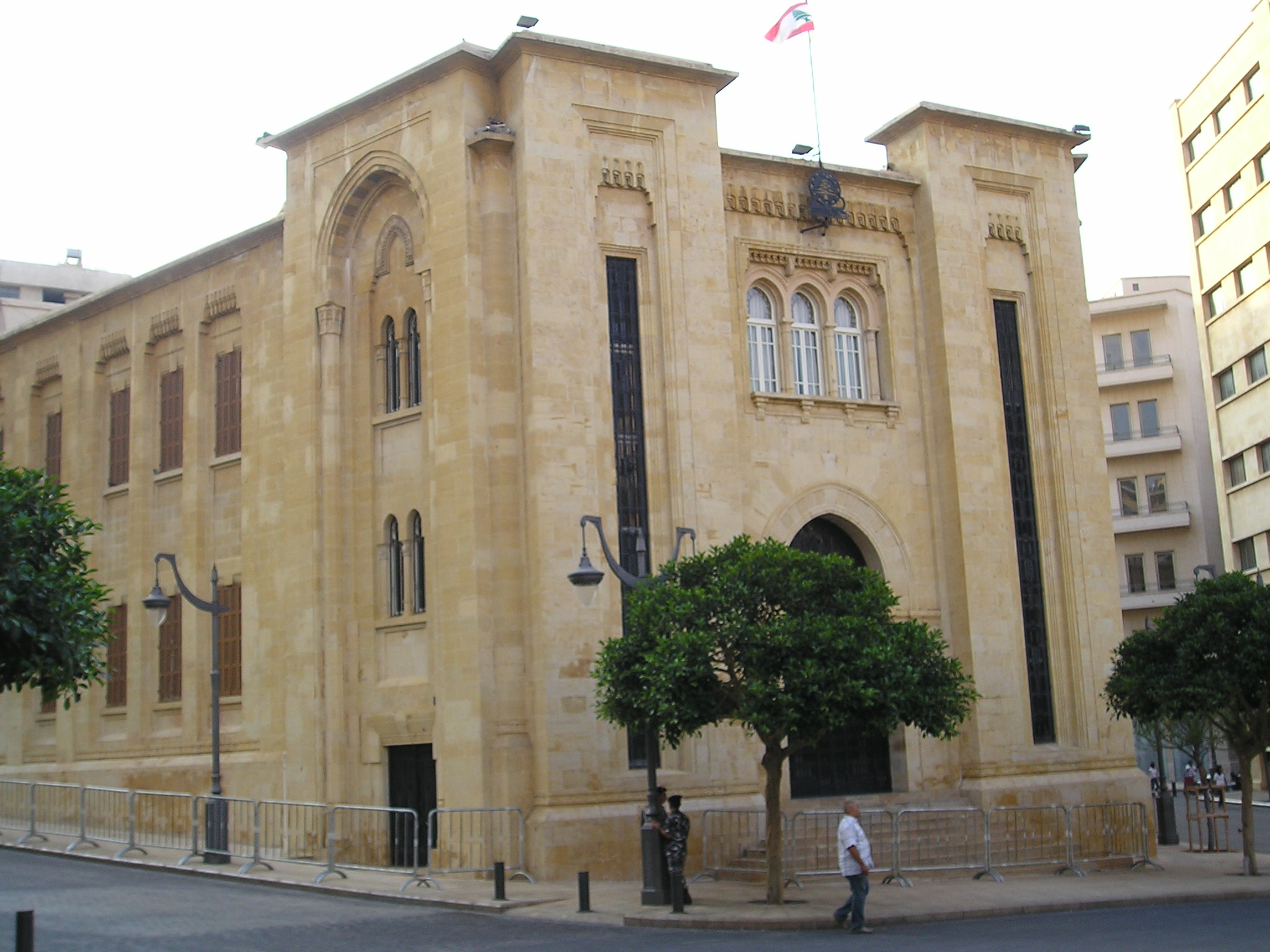
ベイルートの国民議会議事堂

大統領を元首とする共和制国家であり、国民議会は大統領の選出、政府（内閣）の承認、法案、予算の承認を行う。任期は4年。現行の憲法により、宗派ごとに政治権力を分散する体制が取られており、大統領はキリスト教マロン派、首相はイスラム教スンナ派、国会議長はイスラム教シーア派から選出されるのが慣例となっている。国会議員数も各宗派の人口に応じて定められており、マロン派は34人、スンナ派とシーア派はそれぞれ27人などである。
この大統領・首相（行政の長）・国会議長のトロイカ体制は、内戦を終わらせた1990年のターイフ合意で規定されたが、今度は宗派間の3職を巡る抗争を宗派に無関係な、あるいは宗派および地域内での駆引きに発展させることとなった。しかしながら、これら政府要職や公式機関は名目的権力装置に過ぎず、実質的な内政・外交は「ザイーム」と呼ばれる有力者（あるいはその政党やブロック）間の連携・対立、シリア系の組織・機関（特に2005年のシリア軍撤退まで）の影響力が大きいとされる。
総選挙は大選挙区完全連記制をとり、有権者は自らが属する宗派以外の立候補者を含む複数の候補者を選出する。
選挙の段階は選挙区改変（ゲリマンダリング）、候補者リスト作成の2段階を経る。前者に関しては、候補者（有力政治家・組織）は選挙法の規定を無視する形で選挙のたびに選挙区の改変を試みてきた。自らの地盤地域と選挙区を可能な限り一致させるためである。後者の段階では、同選挙区内の他の宗派に属する候補者と共同のリストを作成し、支持票を共有する。当選を確実にするには同一選挙区内の他の宗派の有権者に対しても投票を促す必要があるからである。

### 1996年の国会議員選挙
1996年6月の選挙法改正で、128の議席がベイルート地区19、ベッカー地区23、南部地区23、北地区28、山岳レバノン地区35に配分されることになった。1996年8月半ば山岳レバノンでの第1回目の選挙では、ハリーリ支持派が35議席中32を獲得した。8月末北部での2回目選挙では野党が勝利した。9月はじめのベイルートでの3回目の選挙ではハリーリ派は19議席中14を獲得した。9月上旬の南部にでの4回目の選挙ではアマル・ヒズボラ連合とその支持勢力が23議席全てを獲得した。9月半ばのベッカー地区での5回目の選挙ではアマル・ヒズボラ連合が23議席中22議席を獲得した。以上5回の選挙での投票率は平均で45%に達し、1992年選挙の投票率32%と比べ大きく前進した。

### 1998年の地方選挙
1998年5月と6月に地方選挙が、1963年以来35年ぶりに行われた。1回目の選挙は山岳レバノン地区で行われ、ベイルート南郊外地区でヒズボラが勝利した。2回目の選挙は北レバノン地区で行われ、トリポリではイスラム教徒23名に対しキリスト教徒1名が選ばれた。3回目の選挙はベイルート地区で行われ、ハリーリ、ベッリ連合が大勝利した。4回目の選挙はベッカー地区で行われ、ヒズボラが親シリア派に敗れた。投票率はベイルート以外では平均70%であった。ベイルートではシーア派教徒の間で銃撃戦があった。しかし、レバノン全体では平穏に選挙が行われ、戦後のレバノンは正常化に向かい、民主主義が浸透しているものと評価された。

### 2000年の国会議員選挙
2000年8月末山岳レバノンと北レバノンの両地区で、また、9月初めベイルート、ベッカー高原、ナバティーエ・南レバノンの4地区で2回に分けて行われた。1回目の選挙でハリーリ前首相の優勢が明らかになり、ラフード大統領とホッス現首相の劣勢が判明した。ハリーリとの同盟関係に立つワリード・ジュンブラートも山岳レバノンで圧勝した。また、アミーン・ジェマイエル元大統領の息子のピエール・ジェマイエルがメテン地区で当選した。2回目の選挙では、ベイルート地区でホッス現首相が落選した。19議席の内18をハリーリ派がおさえ、ハリーリは合計で23議席を獲得した。残り1議席はヒズボラ派が押さえた。ハリーリと同盟関係にあるジュンブラート派は16議席を獲得し、合計39議席をハリーリとその支持派が獲得した。南レバノン地区ではヒズボラとアマル連合が23議席を獲得、ベッカー地区ではヒズボラが圧勝した。ラフード大統領は選挙結果が確定してしばらく経ってもハリーリの首班指名が発表されなかった。10月23日になって、やっとラフード大統領はハリーリを新首相に任命した。10月末、ハリーリは30名からなる内閣の成立を発表した。

### 政治潮流と政党

#### ハリーリー元首相暗殺事件まで
2004年のラッフード大統領任期延長以後、2005年のラフィーク・アル＝ハリーリー元首相暗殺事件までは、(1)ル・ブリストル会合、(2)アイン・アッ＝ティーナ国民会合派、(3)ベイルート決定ブロック・自由国民潮流の3潮流が、親シリア派のエミール・ラッフード大統領の任期延長問題を中心に対立した。
- (1)ル・ブリストル会合派（対シリア慎重派） 〔 〕内は代表・党首。
  - 進歩社会主義党（PSP, 民主会合ブロック）〔ワリード・ジュンブラート〕
  - 民主刷新運動
  - ターイブ改革運動
  - レバノン軍団（LF）〔サミール・ジャアジャア〕
  - 民主フォーラム
  - 国民ブロック党

など計9政党・ブロック
- (2)アイン・アッ＝ティーナ国民会合派（親シリア派）
  - アマル運動(抵抗開発ブロック）〔ナビーフ・ビッリー国会議長〕
  - ヒズボラ（抵抗への忠誠ブロック）〔ハサン・ナスルッラー〕
  - マトン・ブロック
  - トリポリ・ブロック
  - バアス党
  - レバノン民主党
  - ターシュナーク党
  - シリア民族社会党
  - ナセル人民機構
  - レバノン・カターイブ党

など計15政党・ブロック
- (3)ベイルート決定ブロック・自由国民潮流（中立派）
  - ムスタクバル潮流（ベイルート決定ブロック）〔ラフィーク・アル＝ハリーリー（当時）〕
  - 自由国民潮流〔ミシェル・アウン（当時は仏に亡命中）〕

#### ハリーリー元首相暗殺事件後
2005年のハリーリー元首相暗殺事件を受けて、(1)ル・ブリストル会合派は同事件にシリア政府が関わっていると主張。2005年2月、ベイルートで数十万人規模の示威行動を起こした。後にこのデモは「独立インティファーダ」と呼ばれるようになる。
内閣総辞職など劣勢を強いられた(2)アイン・アッ＝ティーナ国民会合派は2005年3月8日に巻き返しを図るべく、ヒズボラの指導のもと数十万人規模のデモを同じくベイルート市内で行った。さらにこれを受けた(1)ル・ブリストル会合派は2005年3月14日に100万人以上の民衆を動員してハリーリー元首相の追悼集会を開いた。
こうした背景や、(3)ベイルート決定ブロックと自由国民潮流が(1)ル・ブリストル会合派に合流したことにより、対立軸は「親シリア」と「反シリア」に移った。
- (1)「3月14日勢力」（ル・ブリストル会合派）

上の9政党・ブロック+ムスタクバル潮流・自由国民潮流
- (2)「3月8日勢力」（アイン・アッ＝ティーナ国民会合派）

#### シリア軍撤退後
2005年4月、米国の主導するシリア・バッシングやレバノンでの反シリア気運の高まりを受けて、シリア軍がレバノンから完全撤退した。
シリア軍完全撤退直後に行われた第17期国民議会選挙では、ムスタクバル潮流が(1)「3月14日勢力」を主導してきた進歩社会主義党、(2)「3月8日勢力」の中心であるアマル運動・ヒズボラと「四者同盟」を結び、全国で選挙協力を行った。一方、これに対抗し自由国民潮流は「変化改革リスト」を作成した。つまり、「親シリア」「反シリア」を超えた「談合政治」が行われたのである。
結局、(3)「四者同盟」対(4)「変化改革リスト」の与野党と(1)「3月8日勢力」対(2)「3月14日勢力」の2つの対立軸が交錯することとなった。
- (3)「四者同盟」を中心とする「与党」
  - ムスタクバル潮流（(1)3月14日）
  - 進歩社会主義党（(1)3月14日）
  - レバノン・カターイブ党（(1)3月14日）
  - レバノン軍団（(1)3月14日）
  - アマル運動（(2)3月8日）
  - ヒズボラ（(2)3月8日）

など
- (4)「変化改革ブロック」を中心とする「野党」
  - 自由国民潮流（(1)3月14日）
  - 人民ブロック（(2)3月8日）
  - マトン・ブロック（(2)3月8日）
  - バアス党（(2)3月8日）
  - ナセル人民機構（(2)3月8日）
  - シリア民族社会党（(2)3月8日）

など

#### 2006年2月〜
シリア軍の完全撤退により「実質的権力装置」であったシリア軍・シリア系諸機関を失ったレバノン内政は、2005年12月から2度にわたり麻痺に陥った。1度目は2005年12月のジュブラーン・トゥワイニー議員暗殺事件を契機に(2)「3月8日勢力」の閣僚が、2度目は(1)「3月14日勢力」の閣僚が閣議をボイコットした。
このような中、2006年2月、(2)「3月8日勢力」の中心であるヒズボラと(4)「変化改革ブロック」の自由国民潮流（(1)3月14日勢力であり当時反シリア派の急先鋒）が共同文書を発表し歩み寄った。その結果、「変化改革ブロック」は(2)「3月8日勢力」に合流し、自由国民潮流も親シリア派勢力に転じた。
- (1)「3月14日勢力」（対シリア慎重派）
  - ムスタクバル潮流
  - 進歩社会主義党
  - 民主刷新運動
  - レバノン・カターイブ党
  - レバノン軍団(LF)
  - 民主フォーラム
  - 国民ブロック党

など計12政党・ブロック
- (2)「3月8日勢力」（親シリア派）
  - アマル運動
  - ヒズボラ
  - 自由国民潮流（(4)変化改革ブロック）
  - マトン・ブロック（(4)変化改革ブロック）
  - トリポリ・ブロック（(4)変化改革ブロック）
  - バアス党
  - レバノン民主党
  - ターシュナーク党
  - シリア民族社会党
  - ナセル人民機構

など計12政党・ブロック
※以上の分析は青山弘之・末近浩太著『現代シリア・レバノンの政治構造』 （岩波書店〈アジア経済研究所叢書5〉、2009年。ISBN 978-4-00-009974-5） によった。

#### 2009年8月〜
2009年6月の国民議会選挙後に生じた「3月14日勢力」と「3月8日勢力」の国民議会議長選出に関する対立は、両陣営が参加する挙国一内閣の組閣人事にも影響を与えた。両陣営の閣僚配分を巡る対立は7月下旬には一応の収束を見たが、直後の8月1日に進歩社会主義党のワリード・ジュンブラート党首が「3月14日勢力」からの離反を突如として宣言した（ジュンブラートの変）。また、8月中旬にはレバノン・カターイブ党も「3月14日勢力」への参加を凍結した。多極対立の発生によりレバノン政治はさらなる麻痺状態に陥った。
- 「3月14日勢力」（対シリア慎重派）
  - ムスタクバル潮流
  - ハンチャク党
  - 民主左派運動
  - ラームガヴァーン党
  - レバノン軍団(LF)
  - 心のザフレブロック
  - 国民合意ブロック

など
- 「3月8日勢力」（親シリア派）
  - アマル運動
  - ヒズボラ
  - 自由国民潮流
  - バアス党
  - レバノン民主党
  - マラダ潮流
  - 団結党
  - ターシュナーク党
  - シリア民族社会党

など
- 無所属
  - 進歩社会主義党
  - レバノン・カターイブ党
  - 団結ブロック

## 国際関係

### イスラエルとの関係
南隣のイスラエルに対しては国家の承認をしておらず、イスラエル当局者との接触を法律で禁じている。両国沖の地中海には、イスラエル寄りに「カリシュ・ガス田」、レバノン寄りに「カナ・ガス田」があり、その開発を急ぐ意味もあって海洋境界について2020年10月から断続的に交渉してきた。イスラエルは2022年10月11日に境界画定で合意したと発表し、交渉を仲介したアメリカ合衆国と、イスラエルに抵抗運動を続けてきたヒズボラがそれぞれ妥結への寄与を主張した。同年10月27日に合意最終案への署名に至り、イスラエルの首相ヤイル・ラピドは「（レバノンが）イスラエルを国家として認めた」と主張したが、レバノンのミシェル・アウン大統領は「和平協定ではない」と否定した。
駐日イスラエル大使ギラッド・コーヘンは『毎日新聞』への寄稿で、この協定では、レバノンとの国境にあるイスラエル領ロシュ・ハニクラの5キロメートル沖に、イスラエルが2000年以降設置している浮標を
国境とする現状を維持して排他的経済水域（EEZ）の端まで境界を確定し、さらに今回の協定および両国海域にまたがる海底資源が将来発見された場合へのアメリカ合衆国の関与を定めており、レバノンによるイスラエルの事実上の国家承認を意味すると説明している。

## 軍事
レバノン国軍以外の準軍事組織としては、内務省所属の治安部隊、税関が存在する。
民兵組織としては「イスラエルに対するレジスタンスのため」に武装が許されたシーア派のヒズボラが存在する。それ以外のほとんどの民兵組織は、内戦終結時にシリア軍及び国軍によって武装解除させられた。南レバノン軍は政府の武装解除要求を拒否し、内戦終結後も南部の占有を続けていたが、ヒズボラとの闘争に敗れ、イスラエルの支援も途絶えたため、2000年に壊滅した。
ただし、民兵の武装解除は主力装備のみに留まったといわれており、現在でも多くは自動小銃など軽火器を保有しており、訓練や動員も行われている。また、内戦の影響から多くの市民は小銃や拳銃を所持している。
駐留外国兵力としては、南部に国際連合レバノン暫定駐留軍が駐留している。また、イランのイスラム革命防衛隊がヒズボラの支援のために駐留している。内戦以降長くシリア軍も駐留していたが、2005年に撤退している。

## 地理

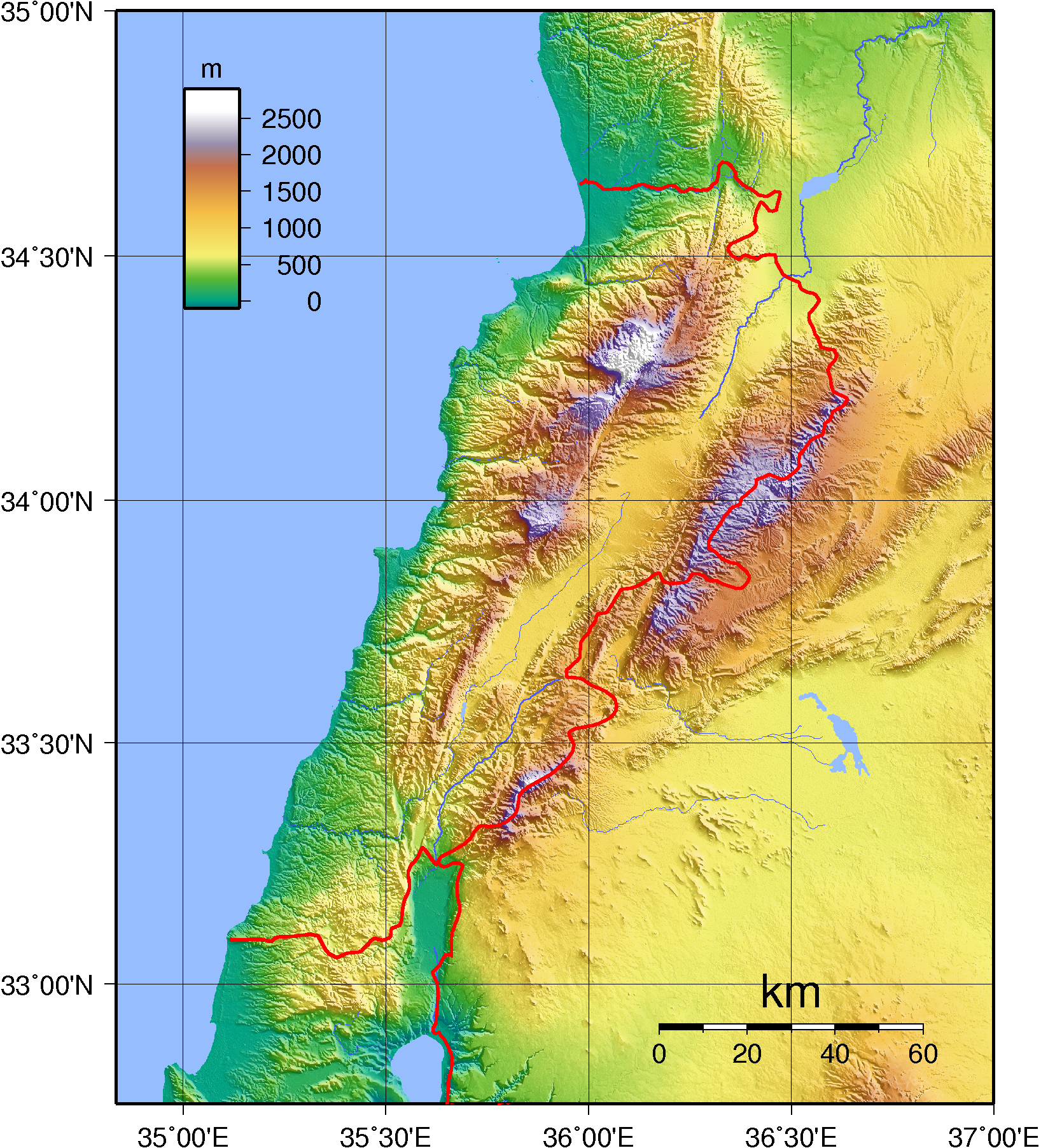
地形図

西に地中海、南はイスラエルと接し、その他はシリアに囲まれている。その形状は南北217キロメートル、東西の幅32〜56キロメートルという帯状を成している。面積は約10,400㎢で、日本でいえば岐阜県の面積とほぼ同じである。イスラエルとは79km、シリアとは375kmにわたって国境を接している。
西部にはレバノン山脈が、東部のシリア国境周辺にはアンチレバノン山脈が走り、その間にベッカー高原が存在する。国内最大の河川はリタニ川である。
ケッペンの気候区分によれば、ほぼ全土が地中海性気候である。

## 地方行政区分

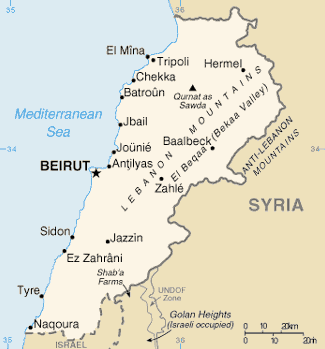
レバノンの地図。

レバノンは9つの県 (ムハーファザ、muhafaza) に分かれる。
1. アッカール県（ハルバ）
2. バールベック＝ヘルメル県（バールベック）
3. ベイルート県（ベイルート）
4. ベッカー県（ザーレ）
5. ケセルワン＝ジュベイル県（ジュニーエ）
6. 山岳レバノン県（バアブダー）
7. ナバティーエ県（ナバティーエ）
8. 北レバノン県（トリポリ）
9. 南レバノン県（サイダ）

その他の主要都市
- ヒブロス（ビブロス）
- バールベック（ヘリオポリス）
- ザハレ
- サイダ（シドン）
- ティール（ティルス）
- カナ

## 経済

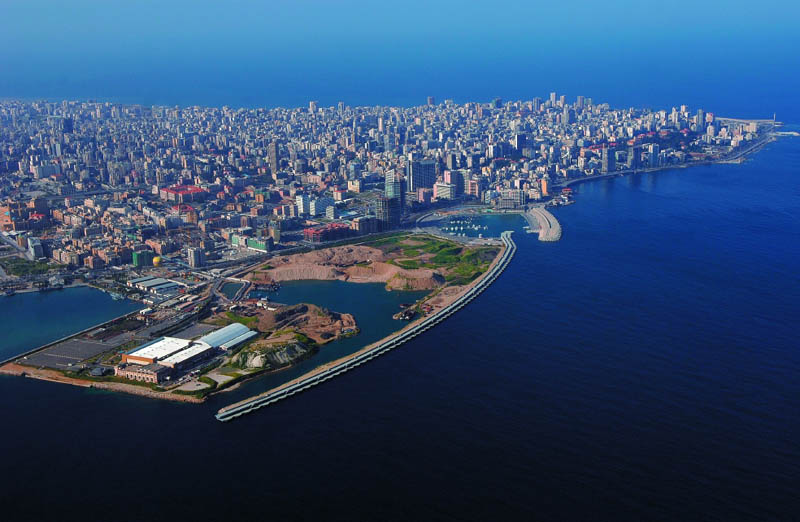
レバノンの首都ベイルート

レバノンは2019年11月から経済危機に陥り、同月以前の預金封鎖、通貨レバノン・ポンドの暴落、2020年3月の債務不履行（デフォルト）などにより、約680万人いる国民の4分の3が貧困に見舞われている。欧州への脱出を図る人が多いほか、銀行襲撃が相次ぐなど治安が悪化している。
21世紀初頭まで、特にレバノン内戦以前は経済的に繁栄していた。主な産業はオレンジやブドウの農業、また観光業や中継貿易である。19世紀以降、産業として興隆したのが養蚕業、すなわち生糸生産である。レバノンはまず農業国として成立したが、世界大戦後は第三次産業が活況を呈した。戦後のレバノン政府は他国と異なる経済政策、すなわち保護貿易ではなく自由経済体制を採った。このため、石油取引に由来する膨大な資金が流入し、中東地域における金融センターとしての地位を確立した。航空路のハブとなったことから観光業も発達した。このため、ベイルートは「中東のパリ」とも呼ばれた。
しかし、1975年から続いた内戦によって、国内の産業・経済は壊滅し、人材や駐在企業の多くが他国に退避したため、その地位は失われた。その後のレバノン政府は、内戦やイスラエル侵攻時の被害の修復を進めるとともに、地中海での天然ガス田探査計画や観光施設の充実などで経済復興を図った。2022年に確定させたイスラエルとの海洋境界はカナ・ガス田の南西部を通り、開発権はレバノンが持ち、イスラエルもその一部収益と、イスラエル側海域にあるカリシュ・ガス田を得ることになった。
またレバノン人は投資家や商人として、南アメリカや独立間もないアフリカ諸国に移住し、現地で財を成しており、これら在外レバノン人からの送金も国家財政を大きく支えている。

## 交通
レバノンには8,000km以上の道路が存在している。道路網は大部分が舗装されており、一般的には良好な状態を保っているとされているものの、周辺国との戦争が続いていた影響から維持管理が不十分な面を見せがちである為、通路の安全性は宜しくない。多くの高速道路はアラブ・マシュレク国際道路網の一部となっている。港湾はベイルート港が有名。

### 鉄道
現在、鉄道は運営されていない。内戦により1970年代に大部分が停止、残りの路線は1990年代に経済的な理由で閉業してしまっており、外国からの助成金を受ける形で再建へ向かっている。

## 国民

### 民族
複雑な宗派対立を繰り返してきた歴史から、レバノンは1932年以来総人口の統計を除いた国勢調査を行っておらず、現在に至るまでその時のデータを元にして政治権力の分配が行われている。国勢調査の大綱では、1924年8月の時点で大レバノン域内に居住していた住民に加え、国外へ移民した人々もレバノン国民とされた。実際の調査がどのように行われたかは不明だが、政治学者のラニア・マクタビは、既にレバノンを去ったキリスト教徒移住者を加えることで、ムスリムとの人口比率を操作したとものと推測している。

#### レバノン人離散
遥か昔から多くのレバノン人が紛争などの理由でアメリカ大陸、ヨーロッパ、アフリカなど世界中に離散しており（レバノン人のディアスポラ）、各地で影響をあたえている。特にブラジルには、レバノンの総人口より多くのレバノン系ブラジル人が住んでいる。

#### シリアからの難民
国民ではないが、シリア内戦から逃れてきた総勢100万人とも言われる難民の一部が、レバノンに大量に流入している。これらの難民の流入によって、レバノンの人口は10%も増加した。また、同国でのシリア人難民少女の24%は、18歳までに強制的に結婚させられているという深刻な問題を抱えている。

### 言語
公用語はアラビア語で、人口の95％がアラブ人で話し言葉（アーンミーヤ）はレバノン方言が使われる。英語やフランス語も通用する
。フランス統治時代に広まったフランス語（レバノン・フランス語）は教育やメディア、ビジネスなどで日常的に使用され、準公用語的な地位を占めており、フランス語圏に分類される。他にアルメニア語、ギリシャ語、クルド語、アラム語なども話されている。

### 宗教

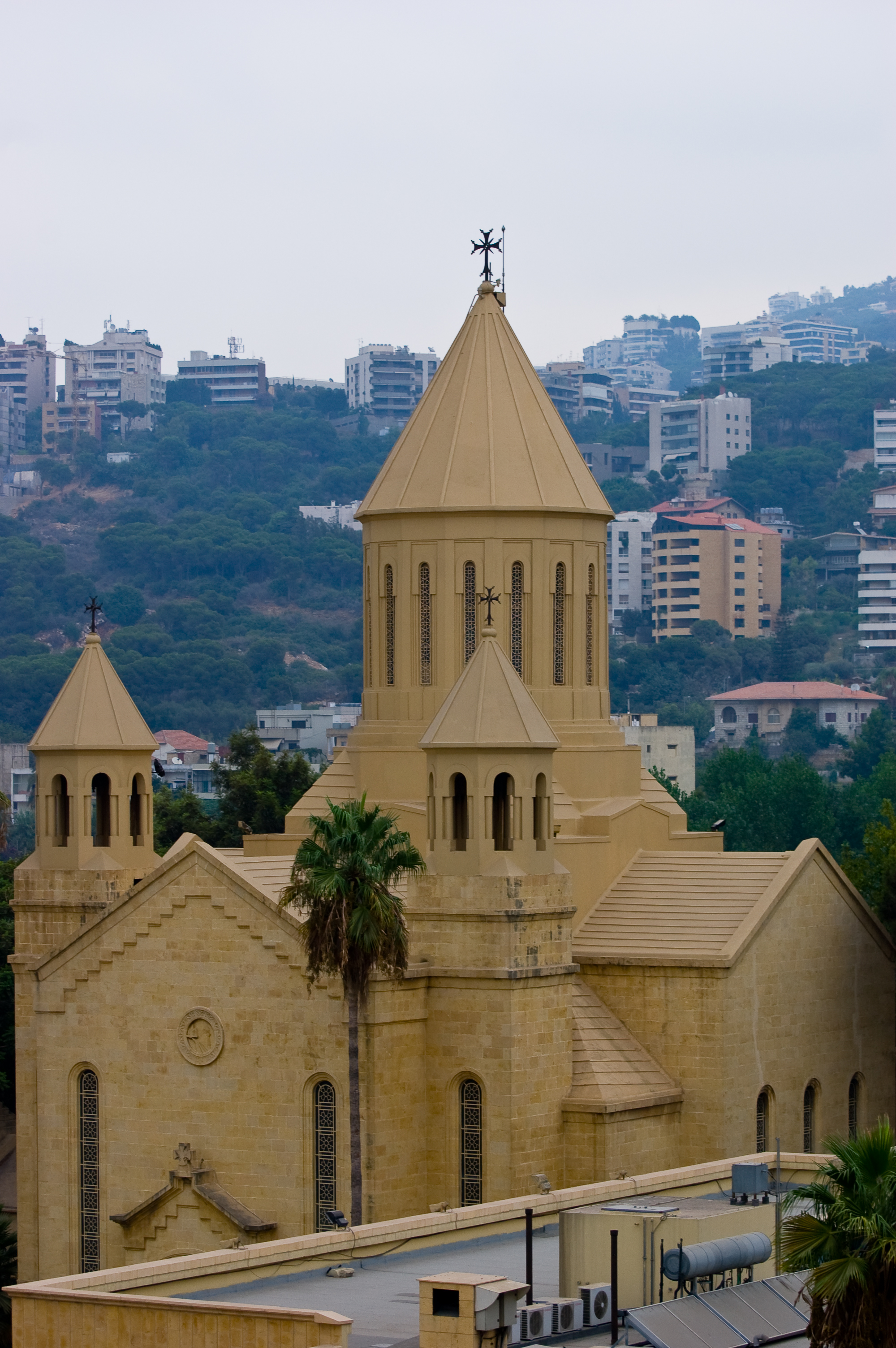
聖エリアス大聖堂と聖グレゴリー大聖堂

国民の54%がイスラム教、40.4%がキリスト教、5.6%がドゥルーズ派ほか他宗教。キリスト教の内訳はマロン派（マロン典礼カトリック教会）が多数派だが、正教会、プロテスタント、ローマ・カトリック（ラテン典礼）なども存在する。正教会信徒はパレスチナやシリアなど他のアラブ諸国にも多数存在していた事から、内戦時には左派としてマロン派と対峙した。
| 宗教構成（レバノン）         | 宗教構成（レバノン）         | 宗教構成（レバノン） | 宗教構成（レバノン） | 宗教構成（レバノン） |
| ---------------------------- | ---------------------------- | -------------------- | -------------------- | -------------------- |
|                              |                              |                      |                      |                      |
| イスラム教シーア派・スンニ派 | イスラム教シーア派・スンニ派 |                      | 54%                  | 54%                  |
| キリスト教諸派               | キリスト教諸派               |                      | 40.4%                | 40.4%                |
| ドゥルーズ派・その他         | ドゥルーズ派・その他         |                      | 5.6%                 | 5.6%                 |

アルメニア人は人口の4％で少数派としては比較的大きなコミュニティを形成し（アルメニア人街に入るとアラビア語が通じないケースも多い）、アルメニアカトリック、アルメニア使徒教会、アルメニア福音教会を擁し、婚姻などで改宗したごく少数の例を除きキリスト教徒である。政治的にはほぼ他のキリスト教政党と同調している（内戦時には中立を維持と主張し、事実ファランヘ党などとは距離をおいていた）。
また、イスラム教にはスンナ派、シーア派のほかドゥルーズ派、アラウィー派などが存在する。後者2派がイスラム教の枠に入るかどうかは教義的には議論が分かれ、異端と見なす向きも多いが、レバノンの政治上はイスラム枠に分類されている。
アラウィー派は独立時にはレバノンの政治構成要素ではなかったため、ほとんどのレバノン人は同派に対して身内・同胞という意識を有していない。同派はシリアの地中海沿岸部、つまりレバノンの北部国境を越えた山岳・丘陵地帯に主に居住しており、フランスから独立した後のシリアにおいて権力を掌握した集団である。シリアがレバノンの政治に介入し始めた1970年代から、北部の町トリポリ郊外を中心に集団移住をしてきたが、それでも国会の議席を新規に割り当てられることはなかった。シリア主導のレバノン平定を取り決めた1989年のターイフ合意とその流れを汲む憲法改正、選挙法改正を経て、ようやく2議席があてがわれた。
他、少数であるがユダヤ教徒の議席も設けられている。

### 教育
2003年の推計によれば、15歳以上の国民の識字率は87.4%（男性93.1%、女性82.2%）である。
主な高等教育機関としてはベイルート・アメリカン大学（1866年）、レバノン大学（1951年）などが挙げられる。
ベイルートのような国際都市では、宗教・宗派別の学校群が存在し、これに加えて外国人向けの学校も出現となる。アメリカン・スクール、ブリティッシュ・スクール、フランス系ミッションスクール、イタリアン・スクール、ジャーマン・スクール、トルコ系スクールなどなどで、これらの学校では自国の子弟だけでなく、門戸を広く開放している。

## 社会
レバノンにおける社会文化では、家族生活は非常に重要なものとして捉えられており、特に父系の親族グループの存在は、レバノン人のアイデンティティを構築するものとして注視されている。家族は、レバノン社会において集産主義の価値などに関連している面を持つ 。

## 治安
レバノンの治安は不安定さが著しい状態となっている。レバノンでは犯罪件数などに関する統計を公表していないが、連日各種犯罪の発生について報じられている一面がある。また、レバノン国内の経済・財政危機が深刻化し、燃料不足や停電、食料品および医療品などの生活必需品の不足・高騰が生じているなどの背景もあり、国内全域において窃盗、薬物犯罪などの各種犯罪が増加傾向にある。
一方、過去の内戦の影響により国内には銃器が出回っている為、強盗や傷害事件では銃器を使用したケースが多く見られる他、死傷者を伴う銃撃事件なども発生している。
その他にも、薬物関連の犯罪が深刻化しており、バイクによるひったくり事件も確認されている。
それに加え、イスラエルとレバノンのイスラム過激派組織ヒズボッラーとの間で攻撃の応酬が発生しているため、現在外務省の危険レベルは最大のレベル4（退避勧告）となっている。

### 人権

#### 女性の権利
レバノンの女性は1953年2月8日付で女性参政権を獲得しているが、ヒューマン・ライツ・ウォッチからは、「レバノン当局が『女性を暴力から保護し女性に対する差別をなくす』法的義務を果たせていない」と報告されている。 なお、レバノン政府は国連で1979年に採択された「女子に対するあらゆる形態の差別の撤廃に関する条約（女子差別撤廃条約）」第16条を未だ導入していない。

## 文化

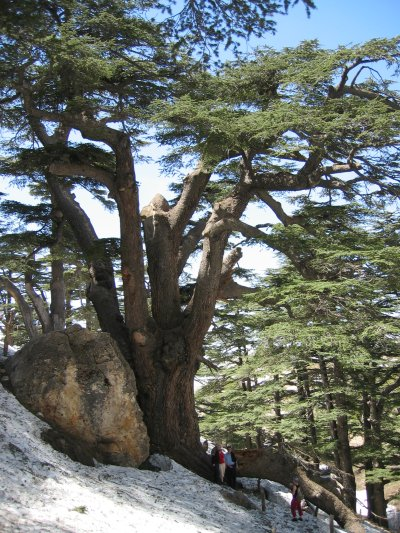
レバノン杉の木。

### 食文化
地中海世界の食文化の一つであるレバノン料理は、野菜やハーブ、オリーブ油を多用した料理が多いことに特色がある。世界的に有名なフンムスやファラーフェル、ケバーブ料理はレバノンでも人気が高い。
レバノンワインも古代オリエントがワイン発祥の地と謳われるだけあり、多数のワイナリーを抱え、世界的にも評価が高い。

### 文学
20世紀に入るまでに、ベイルートは多くの新聞、雑誌、文学社会などにより、近代アラブ思想の中心としての地位をエジプトの首都カイロと争っていた。
文学においては、ブシャッリに生まれたハリール・ジブラーンは特に『預言者』で知られ、この本は20以上の言語に翻訳された。さらにその他の国際的な成功を達成したレバノンの作家としては、エリアス・フーリー、アミン・マアルーフ、ハナン・アル＝シェイクなどの名が挙げられる。

### 音楽
レバノンは中東音楽の伝統を守りつつ、フランスとの繋がりから西欧の音楽の影響も受けた独自の音楽シーンを形成している。
中東の歌姫として名高いファイルーズを始め、作曲家にしてウードの演奏家であるレバノン人でありながらパレスチナを主題とした音楽を多く発表し、「パレスチナ人の中のパレスチナ人」と言われユネスコのArtist for Peaceを受賞したマルセル・ハリーファなどが有名である。その他の傑出したアーティストとしてはジュリア・ブトロス、マジダ・エル・ルウミ、サバー、ワディー・エル・サフィー、修道女であり歌手であるマリー・ケイルーズ、ナンシー・アジュラムなどの名が挙げれる。
他のアーティストが西洋の音楽との融合を図る中、ナジワ・カラームやアッシ・エル・ヘラーニのようなレバノンのアーティストは、'jabali'（「山より来る」）として知られるような伝統的な形式の音楽に忠誠を尽くしている。
1981年に発表されたレバノンのアラブ演歌歌手であるアーザール・ハビブの楽曲である「 حبيتك （お前が好きだった）」が2000年にHatten ar dinという動画で使われ世界中で再生された。しかし、アラブ演歌としてではなく、スウェーデン語の空耳に聞こえるという動画作成者の勝手な解釈や関連の無い画像の面白さで流行した。
近年では、欧米のプログレッシヴ・ロックの影響を受けたギタリスト Amadeus Awad の作品が国外でも発売されている。

### 演劇
レバノンに存在する劇場の大部分は首都ベイルートに拠点を構えている。

### 美術
美術においては、ムスタファ・ファルークが20世紀レバノンの最も傑出した画家の一人である。ローマとパリで学び、芸術家としての生涯を通してパリやニューヨークやベイルートで個展を開いた。彼の作品はレバノンにおける真の生活、国の姿、人々、習慣を表現しているたことにより喝采を浴びた。ファルークはレバノンが政治的独立を主張していた時に国民主義的なレバノン人画家だとみなされた。彼の芸術はレバノンの人々の気質と個性を捉え、彼は同世代の中で突出した画家だと見なされた。彼は五冊本を書き、ベイルート・アメリカン大学で芸術を教えた。

### 建築

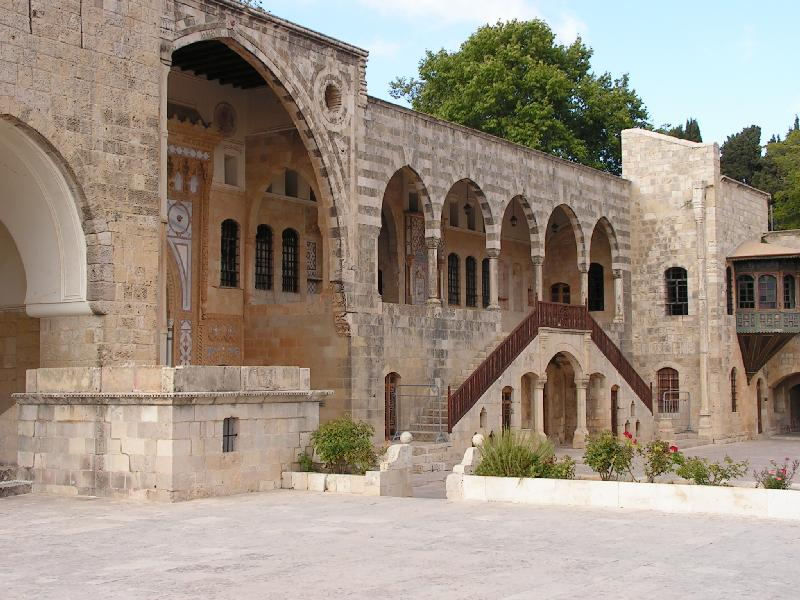
ベイトエッディーン宮殿

レバノンは石造りの城が多く遺されている場所として知られている。一例としてレイモンド・ド・サン・ジル城塞やムッサ城が存在する。

### 世界遺産
- レバノンの世界遺産

レバノン国内には、ユネスコの世界遺産リストに登録された文化遺産が5件存在する。

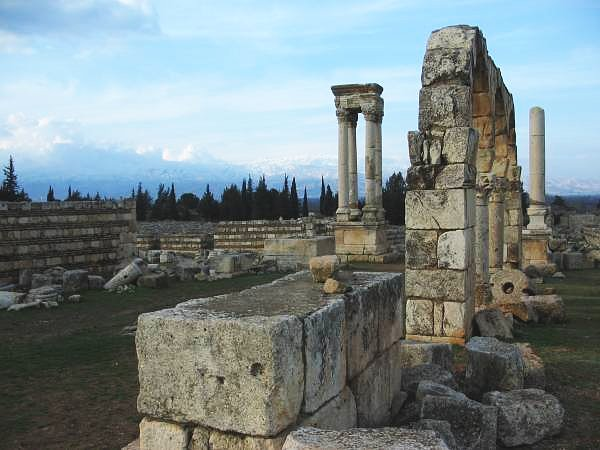
アンジャル（1984年）
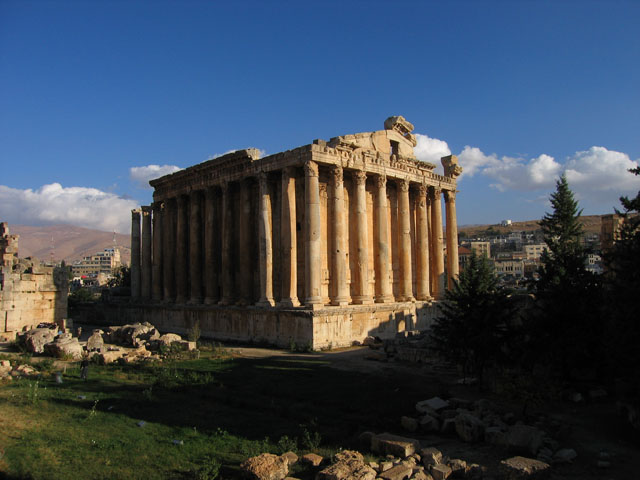
バールベック（1984年）
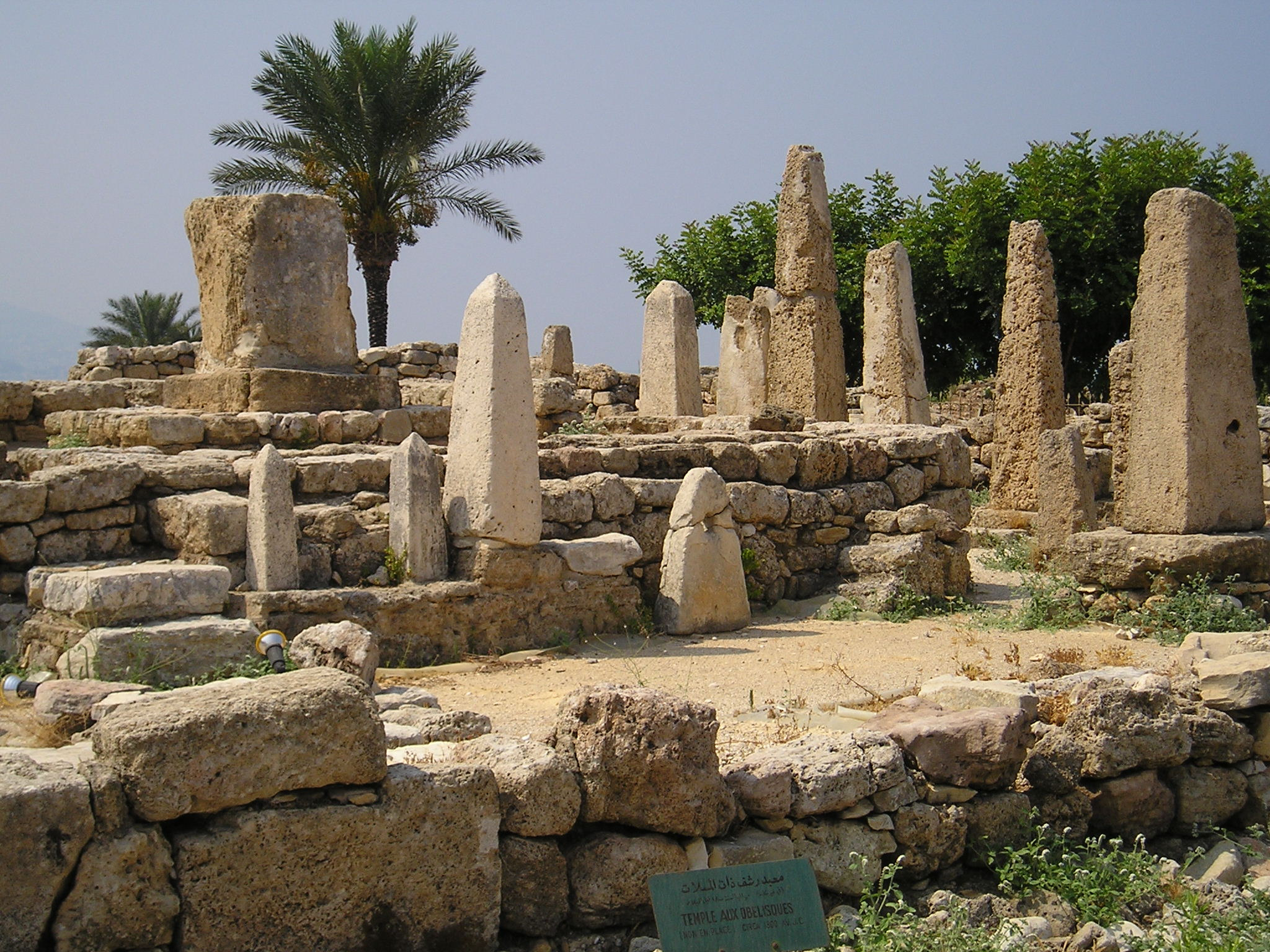
ビブロス（1984年）
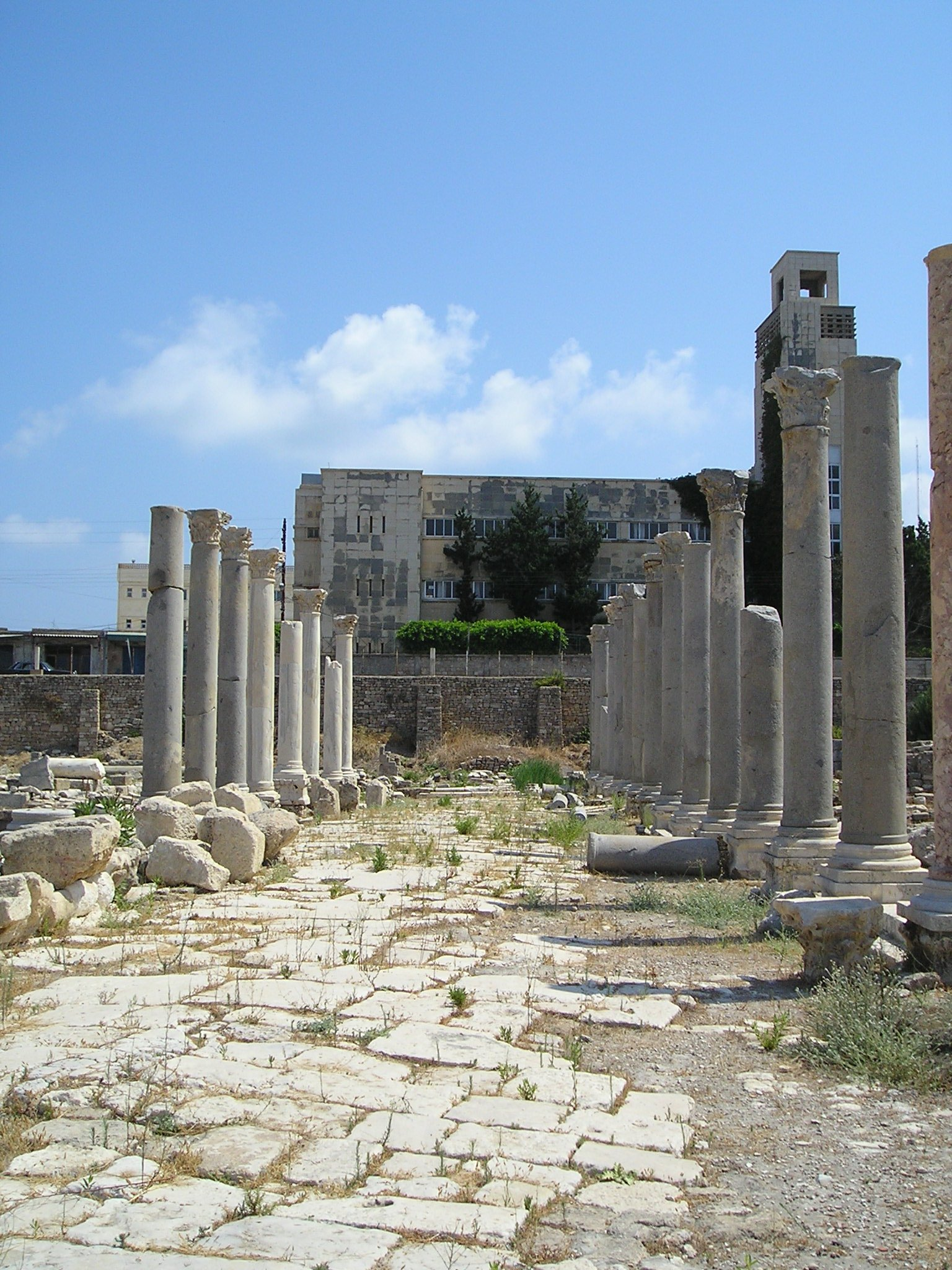
ティルス（1984年）
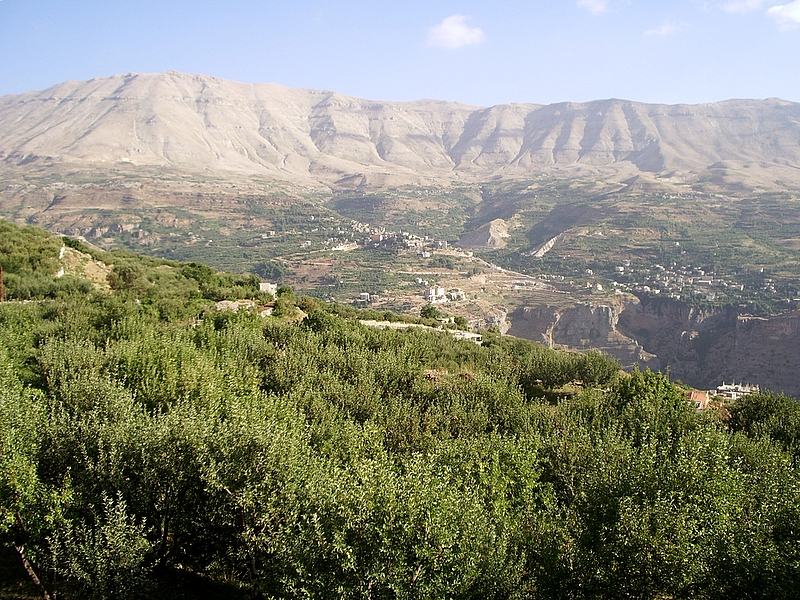
カディーシャ渓谷と神の杉の森（1998年）

### 祝祭日
- レバノンの祝日

| 日付     | 日本語表記                           |
| -------- | ------------------------------------ |
| 5月1日   | メーデー                             |
| 5月6日   | 殉教者の日                           |
| 8月1日   | 軍隊記念日                           |
| 11月22日 | レバノン独立記念日（1943年11月22日） |

1977年1月1日の閣議で、それまでは一年に25日もあった国民の祝祭日を一挙に14日まで減らして、国民の勤労意欲を掻き立てることを決定した。

### スポーツ

#### サッカー
レバノン国内でも他の中東諸国同様に、サッカーが最も人気のスポーツとなっている。1934年にはプロサッカーリーグのレバノン・プレミアリーグが創設された。レバノンサッカー連盟（FLFA）によって構成されるサッカーレバノン代表は、これまでFIFAワールドカップには未出場である。しかしAFCアジアカップには2度の出場歴をもつ。
著名なレバノン人選手としてはジョアン・オマリが存在する。当時ドイツ2部のFSVフランクフルトやJリーグのFC東京などで主に活躍した、レバノンを代表するセンターバックである。